# Viaducto de Garabit
El viaducto de Garabit (en francés: Viaduc de Garabit) es un puente ferroviario francés construido en su totalidad en hierro forjado por la compañía de Gustave Eiffel. En el momento de su inauguración, era el puente en arco más largo del mundo (1884-1886).

## Descripción
El viaducto de Garabit consta en sus entradas de unos arcos realizados en sillería, para encontrarse luego con la superestructura de celosía metálica, hierro dulce (cercha), la cual está dividida en siete vanos que se coronan en un arco central de 165 m de luz. El punto más elevado está a 120 m sobre el nivel del río Truyère.
La suma de todos los vanos y el arco dan una longitud total de 565 m para este viaducto, con un peso aproximado a las 3.300 toneladas.

## Construcción
El 14 de junio de 1879, el Gobierno francés dio la orden de proceder a la construcción del viaducto, que formaría parte de la línea del ferrocarril Marvejols-Neussarguessiendo, a la empresa Eiffel et cie de Gustave Eiffel y el responsable de la realización de esta obra fue el ingeniero León Boyer.
Eiffel empleó su experiencia en la construcción del puente sobre el río Duero en Oporto, bastante parecido a este viaducto.
El 26 de abril de 1884 se cerró el arco central de 165 m de luz sobre el río Trouyère en el Valle de Garabit y en el año 1889 quedó abierto al tránsito. Con sus 120 m de altura se convirtió en su época en el puente más alto del mundo.
Durante la Segunda Guerra Mundial, los vecinos y soldados del ejército francés custodiaron el puente para que no cayese en manos de las tropas nazis.
El puente está declarado por el gobierno de Francia patrimonio nacional. Actualmente, solamente circula un tren una vez al día.

## Costos
El precio de construcción del viaducto de Garabit ascendió a la suma de 3.100.000 francos de la época convirtiéndolo en una de las obras más caras por su tipo.

## Ubicación de la película
El puente es el lugar donde se rodó la película El puente de Casandra.

## Galería de imágenes

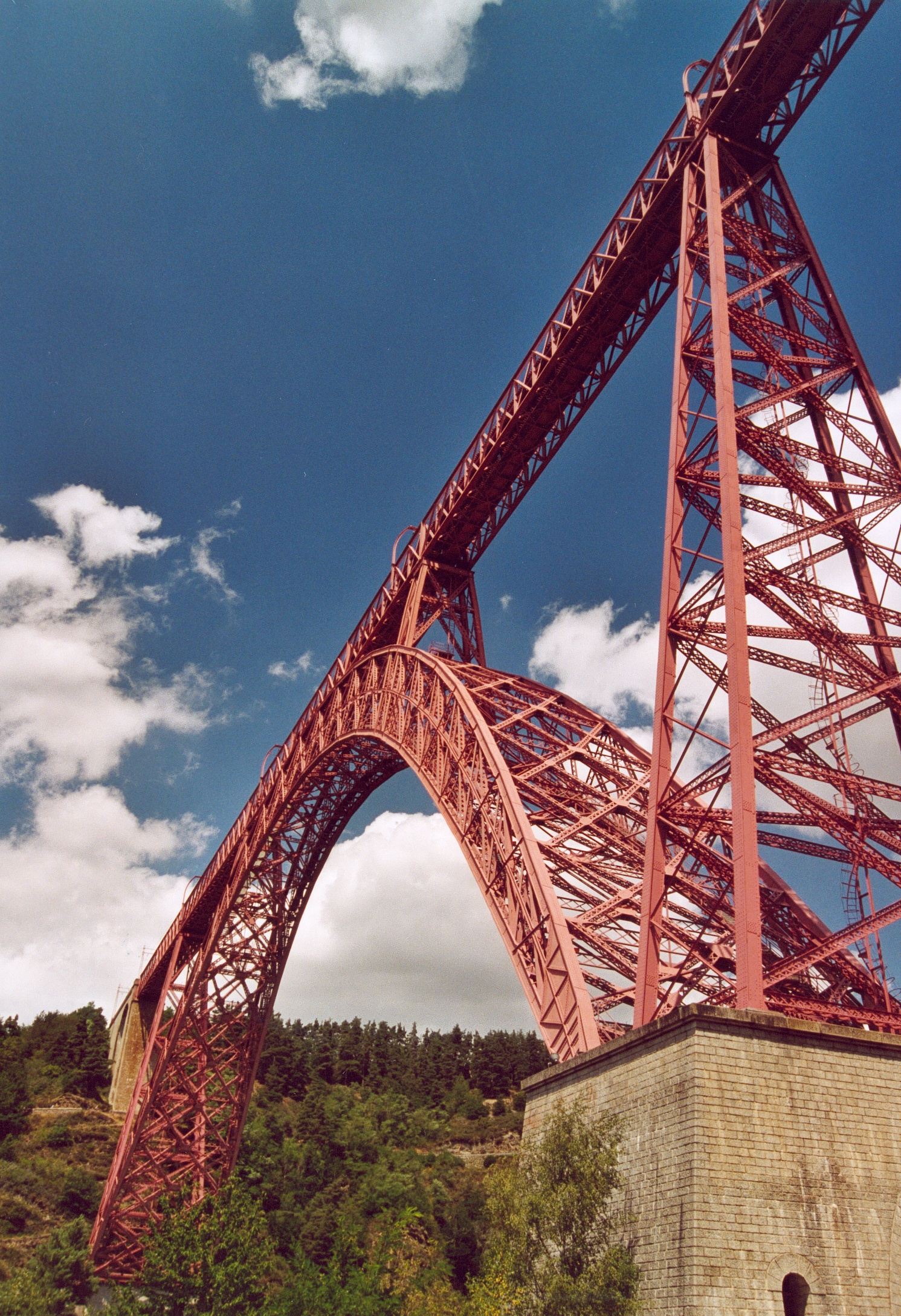
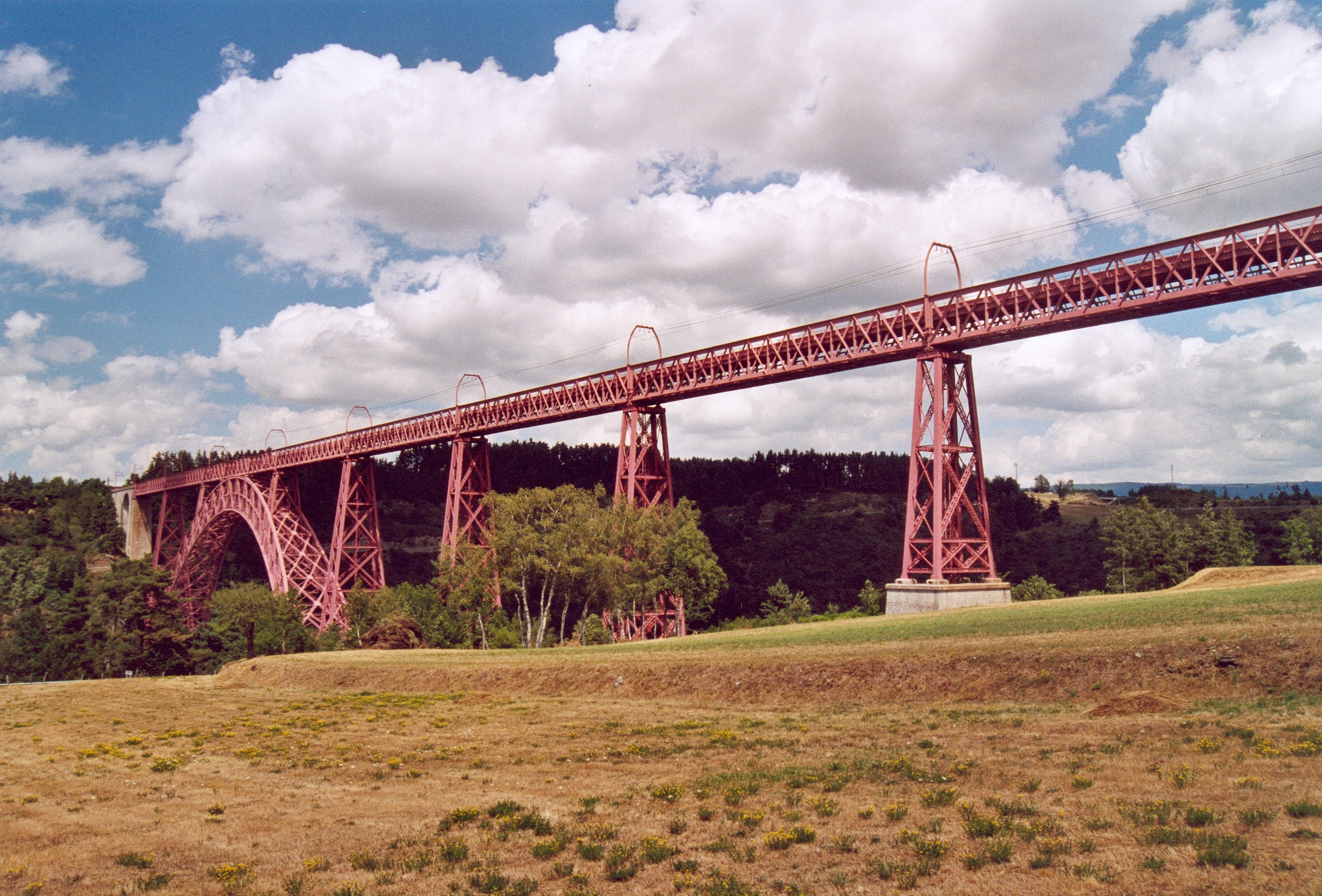
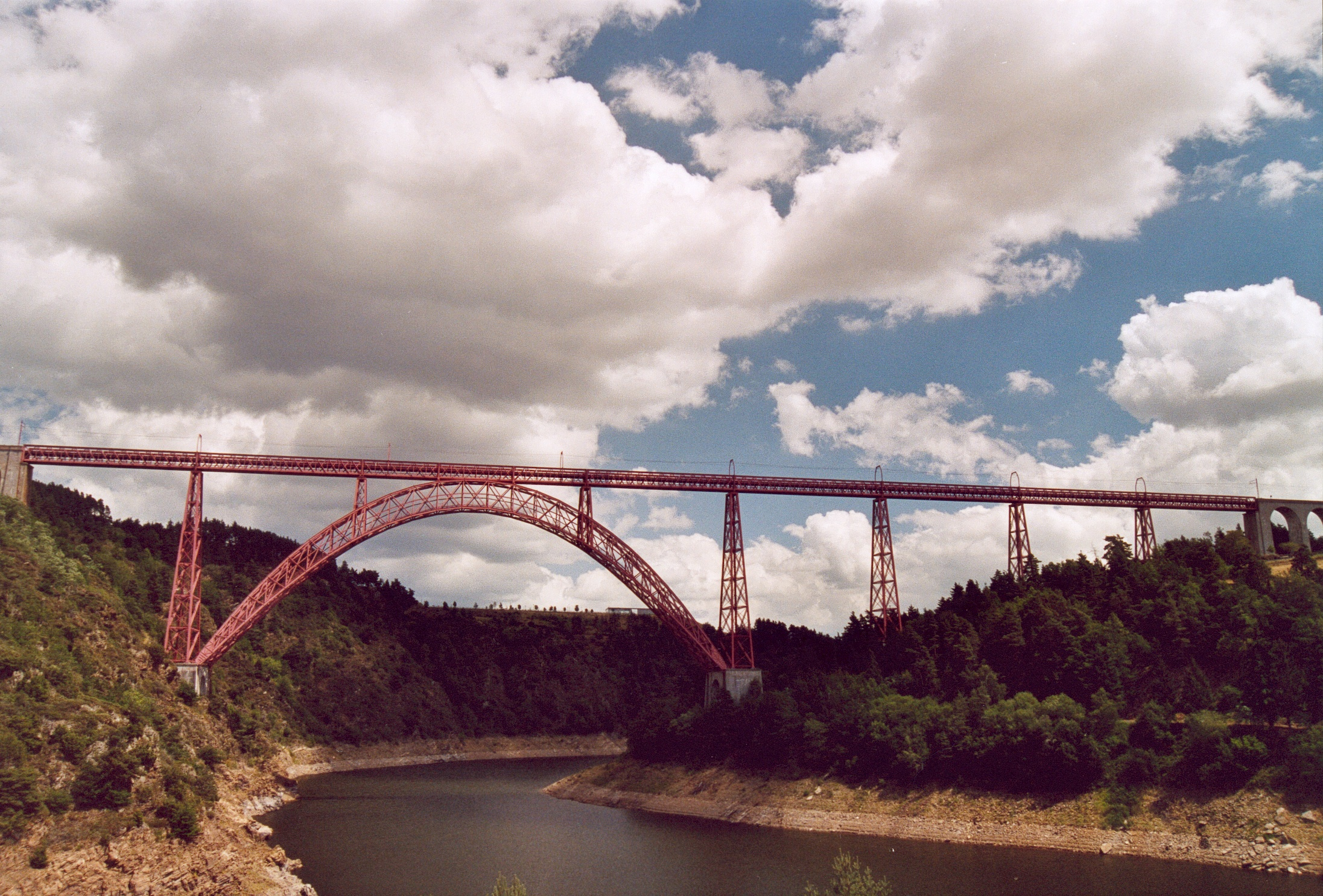
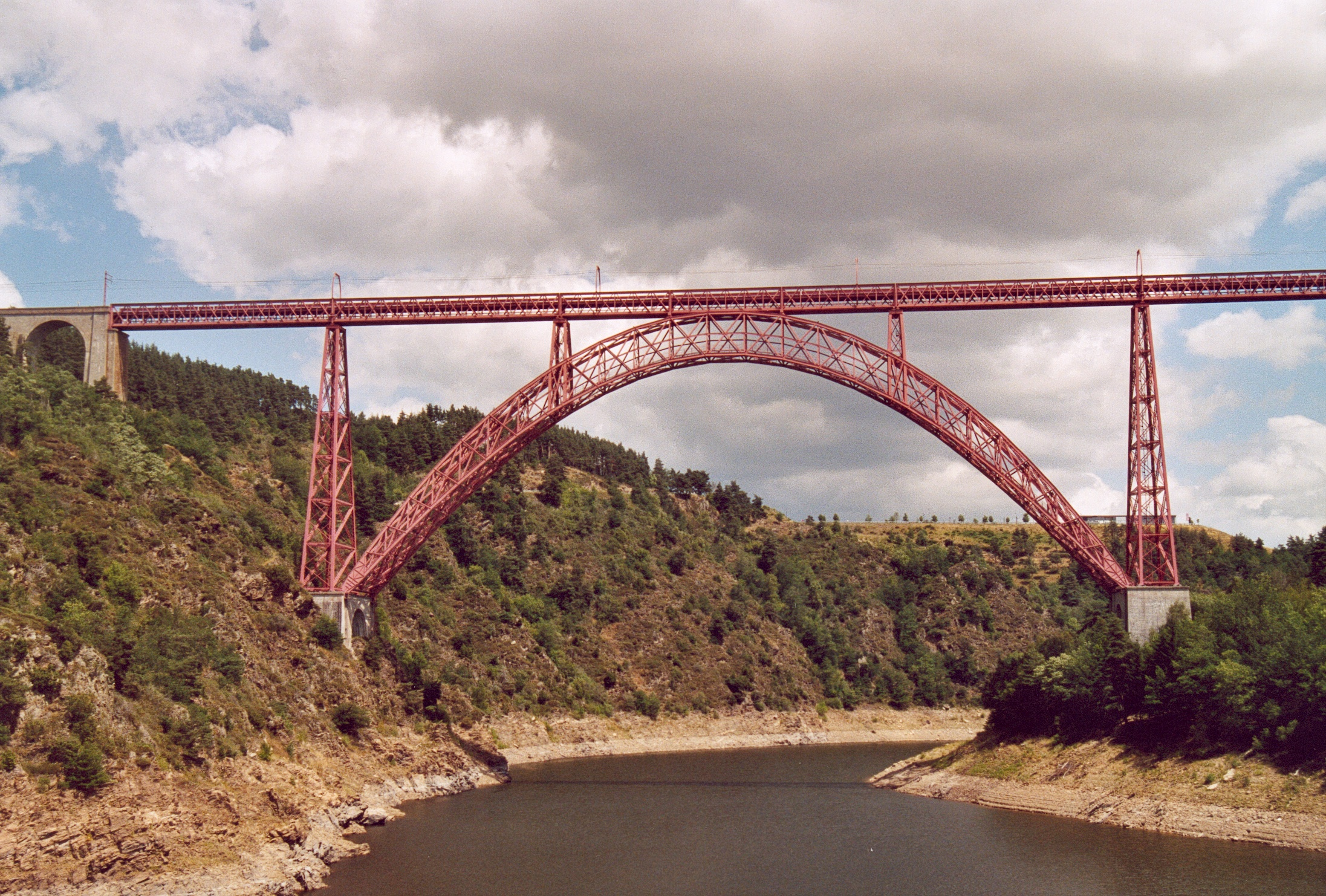
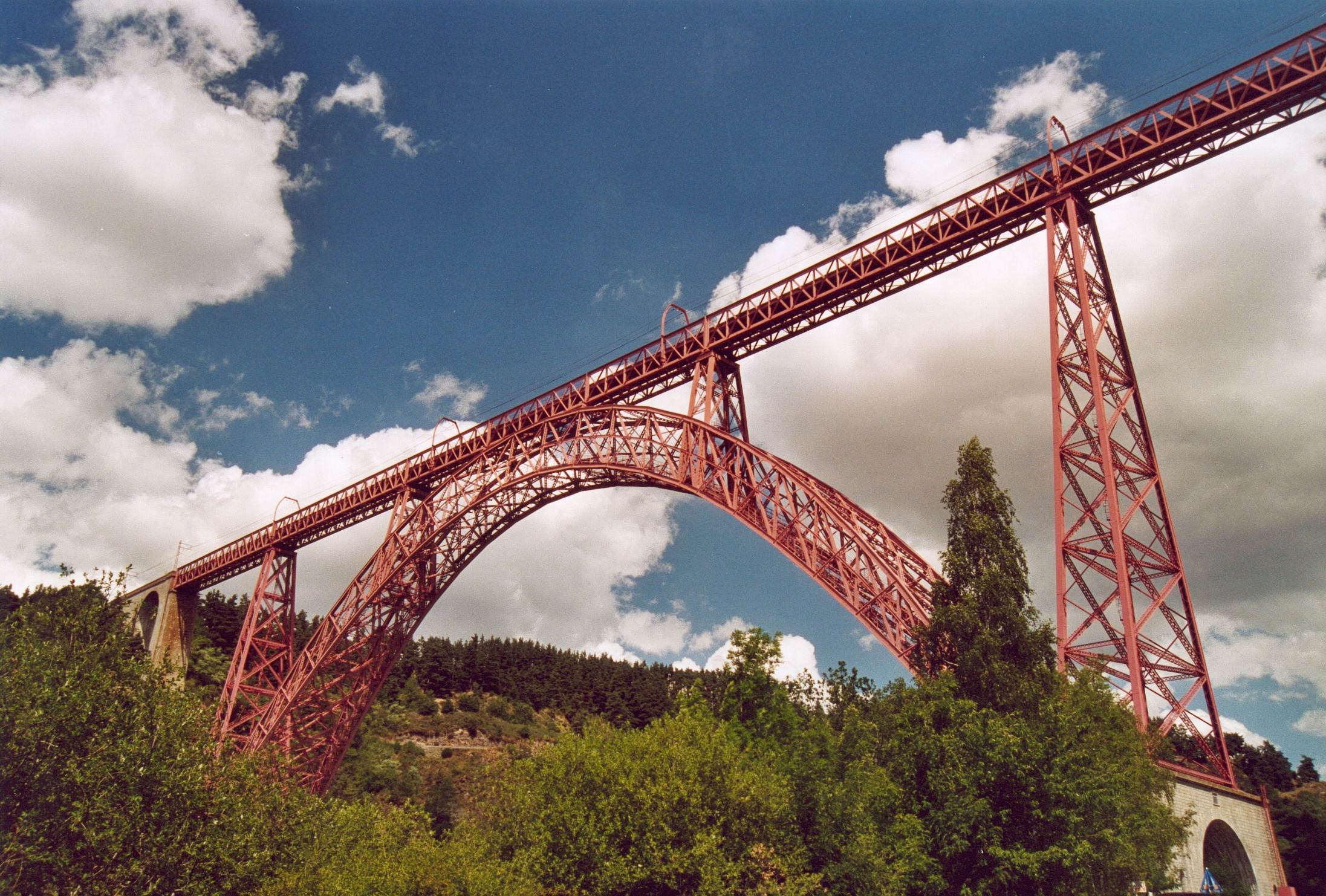
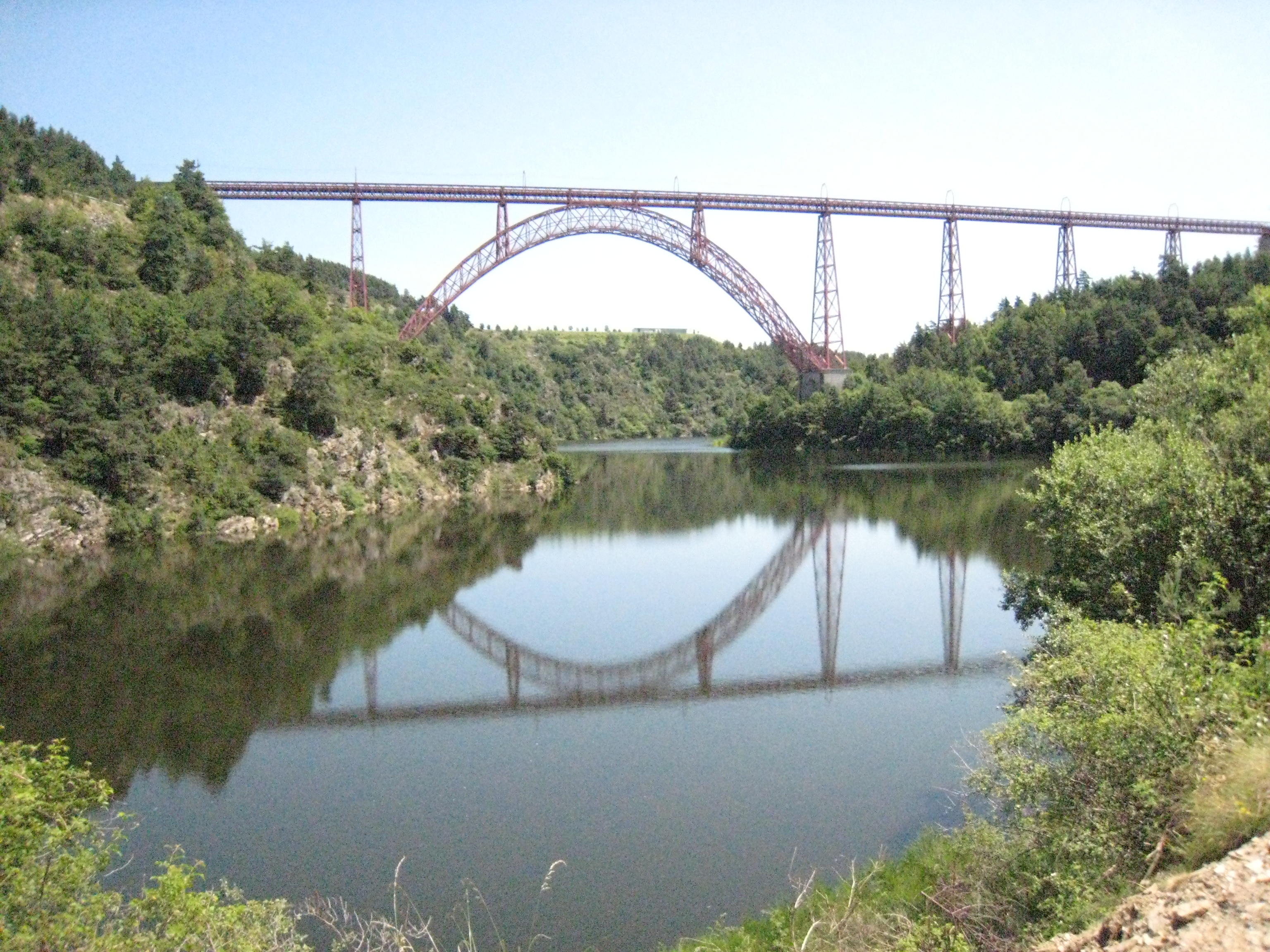
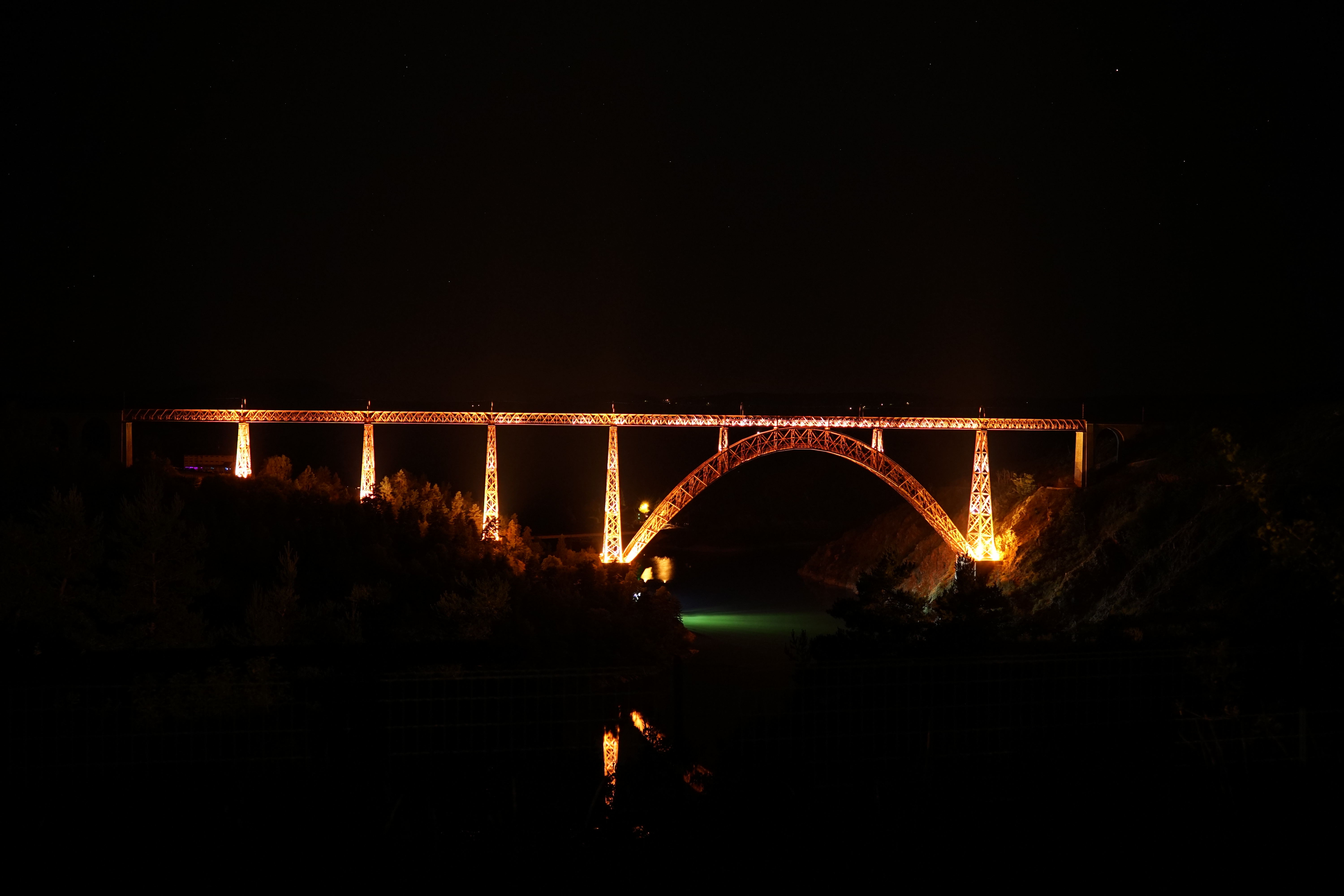